# Family Fun Fitness
Le Family Fun Fitness (connu au Japon sous le nom Family Trainer, et aux États-Unis en tant que Power Pad) est un accessoire pour la Nintendo Entertainment System.

## Présentation
Le Family Fun Fitness est un accessoire pour la Nintendo Entertainment System qui se place au sol, comme un tapis de danse ou d'exercices. C'est un tapis gris avec douze capteurs incorporés entre deux couches de plastique flexible.
Sorti en 1986 sur Famicom avec l'offre groupée Family Fun Fitness et le jeu Athletic World, il a été conçu à l'origine par Bandai, mais Nintendo a racheté les droits en Amérique du Nord où il sort en 1988 avec l'offre groupée Power Set et le jeu World Class Track Meet.

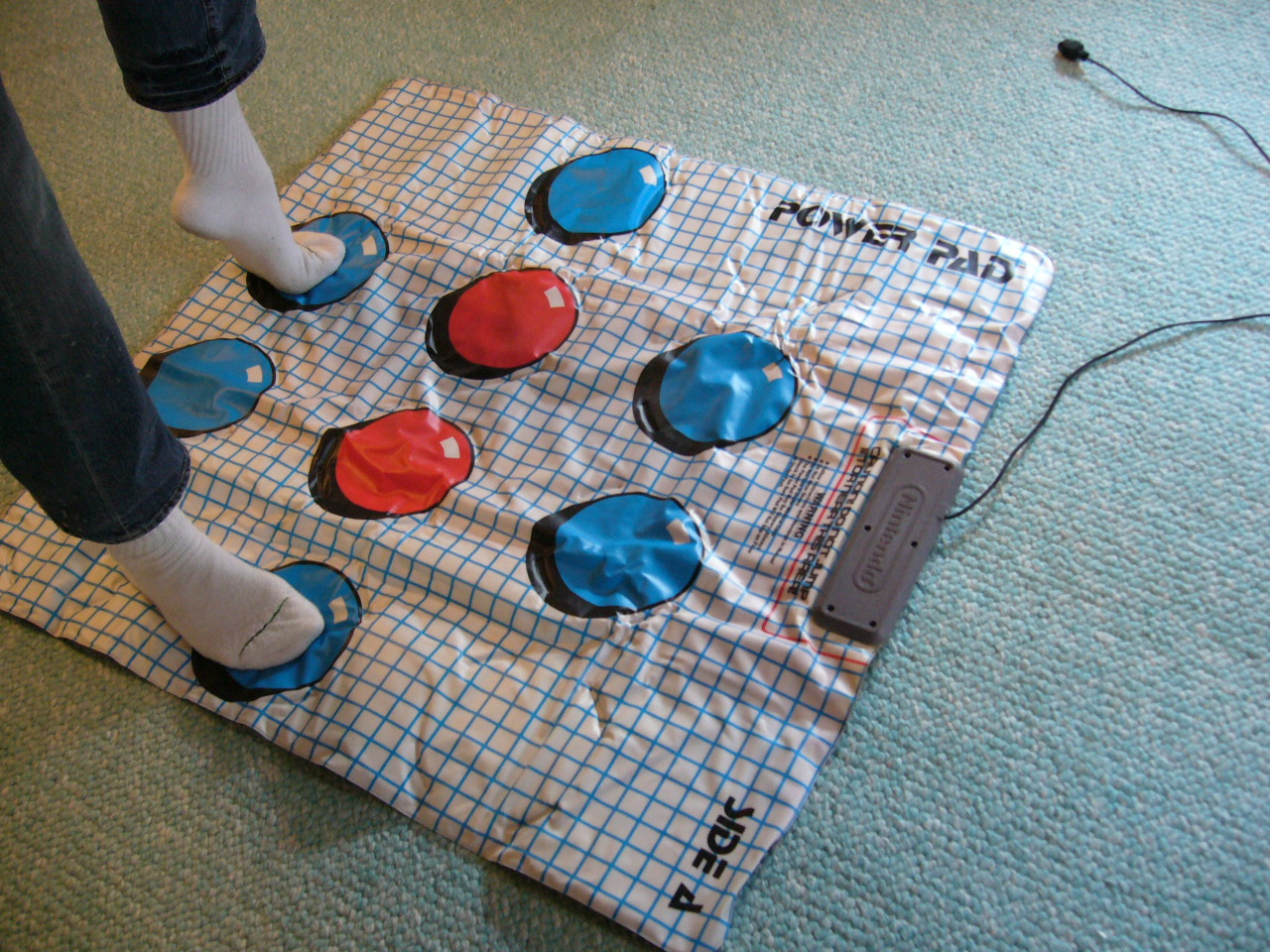
Utilisation du Power Pad

## Jeux compatibles
- Athletic World
- Dance Aerobics
- Short Order & Eggsplode
- Street Cop
- Stadium Events (connu aux États-Unis sous le nom de World Class Track Meet)
- Super Team Games